# Jackson County (Minnesota)
 For alternative betydninger, se Jackson County. (Se også artikler, som begynder med Jackson County)
Jackson County er et amt i den amerikanske delstat Minnesota. Amtet ligger i den sydlige del af delstaten og grænser op til Cottonwood County i nord, Watonwan County i nordøst, Martin County i øst og mod Nobles County i vest. Amtet grænser desuden op til delstaten Iowa i syd.
Jackson Countys totale areal er 1 863 km² hvorav 46 km² er vand. I 2000 havde amtet 11.268 indbyggere. Amtets administration ligger i byen Jackson.
Amtet har fået sit navn efter Henry Jackson.
43°41′N 95°10′V / 43.68°N 95.16°V